# ديفيد باين (لاعب كريكت)
ديفيد باين (15 فبراير 1991 في المملكة المتحدة - ) (بالإنجليزية: David Payne)‏ هو لاعب كريكت بريطاني. لعب مع نادي مقاطعة غلوستر للكريكت ‏.

## وصلات خارجية
- ديفيد باين على موقع إي آس بي آن كريك إنفو (الإنجليزية)